# مگی کستل
مگی کستل (انگلیسی: Maggie Castle؛ زادهٔ ۷ اوت ۱۹۸۳) یک هنرپیشه اهل کانادا است. از فیلم‌های او می‌توان به جوگیر، هانک و مایک و دیوانه اشاره کرد.